# Hiroki Miyazawa
Hiroki Miyazawa (宮澤 裕樹, Miyazawa Hiroki) est un footballeur japonais né le 28 juin 1989 à Hokkaidō. Il évolue au poste de milieu de terrain.

## Biographie
Hiroki Miyazawa est sélectionné en équipe du Japon des moins de 20 ans.
Lors de la saison 2015, il inscrit cinq buts en deuxième division japonaise avec le club du Consadole Sapporo.

## Palmarès
- Champion du Japon de D2 en 2016 avec le Consadole Sapporo